# Prix Goya des meilleurs maquillages et coiffures
Le prix Goya des meilleurs maquillages et coiffures (Premio Goya al mejor maquillaje y peluquería) est une récompense décernée depuis 1987 par l'Academia de las artes y las ciencias cinematográficas de España au cours de la cérémonie annuelle des Goyas.

## Palmarès

### Années 1980
- 1987 : Fernando Florido pour Dragon Rapide
  - José Antonio Sánchez pour El viaje a ninguna parte
- 1988 : Non attribué
- 1989 : Romana González et Josefa Morales pour Remando al viento
  - Ángel Luis De Diego et Alicia Regueiro pour Attends-moi au ciel (Espérame en el cielo)
  - José Antonio Sánchez et Paquita Núñez pour El Dorado
  - Juan Pedro Hernández et Agustín Cabiedes pour Demain, je serai libre (El Lute II: mañana seré libre)
  - Gregorio Ros et Jesús Moncusi pour Femmes au bord de la crise de nerfs (Mujeres al borde de un ataque de nervios)

### Années 1990
- 1990 : José Antonio Sánchez et Paquita Núñez  pour El niño de la luna
  - Romana González, José Antonio Sánchez, Mercedes Guillot et Pepita Morales pour La Nuit obscure (La noche oscura)
  - Gregorio Ros et Jesús Moncusi pour Les Choses de l'amour (Las cosas del querer)
  - Romana González et Pepita Morales pour Montoyas y Tarantos
  - José Antonio Sánchez et Paquita Núñez pour Le Rêve du singe fou (El sueño del mono loco)
  - Chass Llach et Emilia López pour Si te dicen que caí
- 1991 : José Antonio Sánchez et Paquita Núñez pour ¡Ay, Carmela!
  - Juan Pedro Hernández et Jesús Moncusi pour Attache-moi ! (¡Átame!)
  - Juan Pedro Hernández et Leonardo Straface pour Yo soy ésa
- 1992 : Romana González et Josefa Morales  pour Le Roi ébahi (El rey pasmado)
  - Juan Pedro Hernández pour Beltenebros
  - Gregorio Ros et Jesús Moncusi pour Talons aiguilles (Tacones lejanos)
- 1993 : Paca Almenara pour Action mutante (Acción mutante)
  - Ana Lorena et Ana Ferreira pour Belle Époque (Belle epoque)
  - Romana Gonzálezet Josefa Morales pour Le Maître d'escrime (El maestro de esgrima)
- 1994 : Solange Aumaitre et Magdalena Álvarez pour Tirano Banderas
  - Gregorio Ros et Jesús Moncusi pour Kika
  - Mar Paradela et Odile Fourquin pour Madregilda
- 1995 : José Antonio Sánchez et Paquita Núñez pour Canción de cuna
  - Romana González et Josefa Morales pour Días contados
  - Juan Pedro Hernández et Manolo Carretero pour La pasión turca
- 1996 : José Quetglas, José Antonio Sánchez et Mercedes Guillot  pour Le Jour de la bête (El día de la bestia)
  - Juan Pedro Hernández et Antonio Panizza pour La Fleur de mon secret (La flor de mi secreto)
  - Ana Lozano, Carlos Paradela et Jesús Moncusi pour Personne ne parlera de nous quand nous serons mortes (Nadie hablará de nosotras cuando hayamos muerto)
- 1997 : Juan Pedro Hernández, Esther Martín et Mercedes Paradela pour Le Chien du jardinier (El perro del hortelano)
  - Paca Almenara et Alicia López pour La Celestina
  - Juan Pedro Hernández, Ana Lozano, Esther Martín et Manolo García pour Libertarias
- 1998 : José Quetglas et Mercedes Guillotpour Perdita Durango
  - Cristóbal Criado pour La herida luminosa
  - Miguel Sesé et Francisca Guillot pour The Disappearance of Garcia Lorca
- 1999 : Gregorio Ros et Antonio Panizza pour La Fille de tes rêves (La niña de tus ojos)
  - Cristóbal Criado et Alicia López pour El abuelo
  - José Quetglás et Mercedes Guillot pour Les Années volées (Los años bárbaros)
  - Paca Almenara, Colin Arthur et Sylvie Imbert pour Ouvre les yeux (Abre los ojos)

### Années 2000
- 2000 : José Quetglas, Susana Sánchez et Blanca Sánchez pour Goya à Bordeaux (Goya en Burdeos)
  - Ana López-Puigcerver et Teresa Rabal pour La Langue des papillons (La lengua de las mariposas)
  - Juan Pedro Hernández et Jean-Jacques Puchu pour Tout sur ma mère (Todo sobre mi madre)
  - Lourdes Briones, Paillette, Manolo Carretero et Annie Marandin pour Volavérunt
- 2001 : Romana González et Josefa Morales pour Besos para todos
  - Juan Pedro Hernández et Esther Martín pour Lázaro de Tormes
  - José Quetglás et  Mercedes Guillot pour Mes chers voisins (La comunidad)
  - Paca Almenara et Antonio Panizza pour You're the One (una historia de entonces)
- 2002 : Miguel Sesé et Mercedes Guillot pour Juana la Loca
  - Concha Martí et Ruth García Santana pour Buñuel y la mesa del rey Salomón
  - Ana López-Puigcerver, Belén López-Puigcerver et Teresa Rabal pour Les Autres (The Others)
  - Ana Lozano, Antonio Panizza et Manolo García pour Sans nouvelles de Dieu (Sin noticias de Dios)
- 2003 : Gregorio Ros et Pepito Juez pour Le Sortilège de Shanghai (El embrujo de Shanghai)
  - Paca Almenara, Alicia López et Antonio Panizza pour Historia de un beso
  - Gemma Planchadell et Mónica Núñez pour Lisístrata
  - Susana Sánchez et Manolo Carretero pour Trece campanadas
- 2004 : José Antonio Sánchez et Paquita Núñez pour Mortadel et Filémon (La gran aventura de Mortadelo y Filemón)
  - Miguel Sesé et Natalia Sesé pour Carmen
  - Cristóbal Criado et Alicia López pour Hotel Danubio
  - Karmele Soler et Paco Rodríguez H. pour Noviembre
- 2005 : Jo Allen, Ana López Puigcerver, Mara Collazo et Manolo Garcíapour Mar adentro
  - Karmele Soler et Paco Rodríguez pour Inconscientes
  - Susana Sánchez et Patricia Rodríguez pour Tellement proches ! (Seres queridos)
  - Paca Almenara et Alicia López pour Tiovivo c. 1950
- 2006 : Romana González et Josefa Morales pour Camarón
  - Jorge Hernández Lobo et Fermín Galán pour El Calentito
  - Paillette et Annie Marandin pour Les Dalton
  - Carlos Hernández et Manolo García pour Princesas
- 2007 : José Quetglas et Blanca Sánchez pour Le Labyrinthe de Pan (El laberinto del fauno)
  - José Luis Pérez pour Capitaine Alatriste (Alatriste)
  - Ivana Primorac et Susana Sánchez pour Les Fantômes de Goya (Goya's Ghosts)
  - Ana Lozano et Massimo Gattabrusi pour Volver
- 2008 : Lola López et Itziar Arrieta pour L'Orphelinat (El orfanato)
  - José Quetglás et Blanca Sánchez pour El corazón de la tierra
  - Mariló Osuna, Almudena Fonseca et Pepito Juez pour Las 13 rosas
  - Lourdes Briones et Fermín Galán pour Oviedo Express
- 2009 : José Quetglas, Nieves Sánchez et Mar Paradela pour Mortadelo y Filemón. Misión: salvar la Tierra
  - José Quetglás et Nieves Sánchez pour La conjura de El Escorial
  - Sylvie Imbert et Fermín Galán pour Los girasoles ciegos
  - Romana González, Alicia López et Josefa Morales pour Sangre de mayo

### Années 2010
- 2010 : Jan Sewell et Suzanne Stokes-Munton pour Agora
  - Raquel Fidalgo et Inés Rodríguez pour Cellule 211 (Celda 211)
  - José Antonio Sánchez et Paquita Núñez pour El cónsul de Sodoma
  - Massimo Gattabrusi et Ana Lozano pour Étreintes brisées (Los abrazos rotos)
- 2011 : José Quetglas, Nieves Sánchez et Pedro « Pedrati » Rodríguez, pour Balada triste (Balada triste de trompeta)
  - Karmele Soler, Martín Macías Trujillo et Paco Rodríguez H. pour Lope
  - Karmele Soler et Paco Rodríguez H. pour Même la pluie (También la lluvia)
  - Alma Casal et Satur Merino pour Pain noir (Pa negre)
- 2012 : Karmele Soler, David Martí et Manolo Carreteropour La piel que habito
  - Ana López-Puigcerver et Belén López-Puigcerver pour Blackthorn
  - Concha Rodríguez et Jesús Martos pour Eva
  - Montse Boqueras, Nacho Díaz et Sergio Pérez Berbel pour Pas de répit pour les damnés (No habrá paz para los malvados)
- 2013 : Sylvie Imbert et Fermín Galán pour Blancanieves
  - Yolanda Piña pour Groupe d'élite (Grupo 7)
  - Sylvie Imbert et Noé Montes pour L'Artiste et son modèle (El artista y la modelo)
  - Alessandro Bertolazzi, David Martí et Montse Ribé pour The Impossible (Lo imposible)
- 2014 : María Dolores Gómez Castro, Javier Hernández Valentín, Pedro « Pedrati » Rodríguez et Francisco J. Rodríguez Frías pour Les Sorcières de Zugarramurdi (Las brujas de Zugarramurdi)
  - Eli Adánez et Sergio Pérez Berbel pour 3 Mariages de trop (Tres bodas de más)
  - Ana López-Puigcerver et Belén López-Puigcerver pour Grand Piano
  - Lola López et Itziar Arrieta pour La gran familia española
- 2015 : Carmen Veinat, José Quetglas et Pedro « Pedrati » Rodríguez  pour Shrew's Nest (Musarañas)
  - Raquel Fidalgo, David Martí et Noé Montes pour El Niño
  - Yolanda Piña pour La isla mínima
  - Marisa Amenta et Néstor Burgos pour Les Nouveaux Sauvages (Relatos salvajes)
- 2016 : Sylvie Imbert, Paco Rodríguez et Pablo Perona pour Personne n'attend la nuit (Nadie quiere la noche)
  - Esther Guillem et Piluca Guillem pour La novia
  - Fito Dellibarda, Ana Lozano et Massimo Gattabrusi pour Ma ma
  - Karmele Soler, Pedro Raúl de Diego, Alicia López et Manolo García pour Palmiers dans la neige (Palmeras en la nieve)
- 2017 : David Martí et Marese Langan pour Quelques minutes après minuit (A Monster Calls)
  - Milu Cabrer, Alicia López et Pedro « Pedrati » Rodríguez pour 1898, los últimos de Filipinas
  - Ana López-Puigcerver, Sergio Pérez Berbel et David Martí pour Julieta
  - Yolanda Piña pour L'Homme aux mille visages (El hombre de las mil caras)
- 2018 : Ainhoa Eskisabel, Olga Cruz et Gorka Aguirre pour Handia
  - Sylvie Imbert et Paco Rodríguez Frías pour Abracadabra
  - Eli Adánez, Sergio Pérez Berbel et Pedro Raúl de Diego pour Oro, la cité perdue (Oro)
  - Lola Gómez, Jesús Gil et Óscar del Monte pour Skins (Pieles)
- 2019 : Sylvie Imbert, Amparo Sánchez et Pablo Perona  pour L'Homme qui tua Don Quichotte (The Man Who Killed Don Quixote)
  - Raquel Fidalgo, Noé Montes et Alberto Hortas pour Gun City (La sombra de la ley)
  - Caitlin Acheson, Jesús Martos et Pablo Perona pour Le Photographe de Mauthausen (El fotógrafo de Mauthausen)
  - Rafael Mora et Anabel Beato pour Quién te cantará

### Années 2020
- 2020 : Ana López-Puigcerver, Belén López-Puigcerver et Nacho Díazpour Lettre à Franco (Mientras dure la guerra)
  - Karmele Soler et Olga Cruz pour Les Avantages de voyager en train (Ventajas de viajar en tren)
  - Ana Lozano, Sergio Pérez Berbel et Montse Ribé pour Douleur et Gloire (Dolor y gloria)
  - Yolanda Piña, Félix Terrero et Nacho Díaz pour Une vie secrète (La trinchera infinita)
- 2021 : Beata Wotjowicz et Ricardo Molina pour Les Sorcières d'Akelarre (Akelarre)
  - Elena Cuevas, Mara Collazo et Sergio López pour Adú
  - Milu Cabrer et Benjamín Pérez pour Explota Explota
  - Paula Cruz, Jesús Guerra et Nacho Díaz pour Origines secrètes (Orígenes secretos)
- 2022 : Saray Rodríguez, Benjamín Pérez et Nacho Díaz pour Les Lois de la frontière (Las leyes de la frontera)
  - Almudena Fonseca et Manolo García pour El buen patrón
  - Karmele Soler et Sergio Pérez Berbel pour Les Repentis (Maixabel)
  - Eli Adánez, Sergio Pérez Berbel et Nacho Díaz pour Libertad de Clara Roquet

- 2023 : Yolanda Piña et Félix Terrero pour Prison 77 (Modelo 77)
  - Irene Pedrosa et Jesús Gil pour As bestas
  - Paloma Lozano et Nacho Díaz pour Piggy (Cerdita)
  - Sarai Rodríguez, Raquel González et Óscar de Monte pour La piedad
  - Montse Santfeliu, Carolina Atxukarro et Pablo Perona pour Les Lignes courbes de Dieu (Los renglones torcidos de Dios)

- 2024 : Ana López-Puigcerver, Belén López-Puigcerver et Montse Ribé pour Le Cercle des neiges (La sociedad de la nieve)
  - Aihoa Eskusabel et Jose Gabarain pour 20000 espèces d'abeilles (20.000 especies de abejas)
  - Eli Adánez et Juan Begara pour La ternura
  - Caitlin Acheson, Benjamín Pérez et Nacho Díaz pour Saben aquell
- Sarai Rodríguez, Noé Montes et Óscar del Monte pour Valle de sombras

- 2025 : Marco, l'énigme d'une vie
  - El 47
  - La Chambre d'à côté (La habitación de al lado)
  - La Infiltrada
  - La Vierge rouge (La virgen roja)